# Edward Donovan

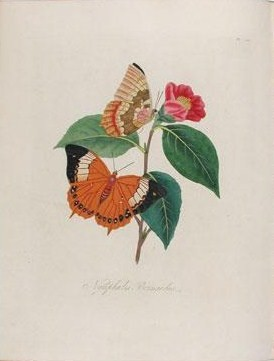
Donovanova kresba

Edward Donovan (1768 Cork – 1. února 1837 Londýn) byl anglo-irský spisovatel, cestovatel a amatérský zoolog.
Byl zakladatelem London Museum and Institute of Natural History, kde byla uchovávána rozsáhlá přírodovědecká sbírka. Tato kolekce byla prodána na aukci roku 1817.

## Dílo
- Natural History of British Birds (1792-97)
- Natural History of British Insects (1792-1813)
- Natural History of British Fishes (1802-08).
- An Epitome of the Natural History of the Insects of China (1798)
- An Epitome of the Natural History of the Insects of India (1800)